# Wereldbeker mountainbike 2018
De Wereldbeker mountainbike 2018 werd gehouden van maart tot en met augustus 2018. Mountainbikers streden in de disciplines crosscountry en downhill.
De crosscountry-evenementen bestonden uit zeven onderdelen, gehouden van half maart tot en met eind augustus. Er werden vijf manches in Europa gehouden, één in Afrika en één in Noord-Amerika. De wedstrijden in het downhill stonden van eind april tot eind augustus op het programma, en bestonden eveneens uit zeven manches.

## Crosscountry

### Mannen

#### Kalender en podia
| Nr. | Datum      | Locatie          | Eerste               | Tweede               | Derde                | Leider in het klassement |
| --- | ---------- | ---------------- | -------------------- | -------------------- | -------------------- | ------------------------ |
| 1.  | 10/03/2018 | Stellenbosch     | Sam Gaze             | Nino Schurter        | Maxime Marotte       | Sam Gaze                 |
| 2.  | 20/05/2018 | Albstadt         | Nino Schurter        | Stéphane Tempier     | Mathieu van der Poel | Nino Schurter            |
| 3.  | 27/05/2018 | Nové Město       | Nino Schurter        | Anton Cooper         | Maxime Marotte       | Nino Schurter            |
| 4.  | 08/07/2018 | Val di Sole      | Nino Schurter        | Gerhard Kerschbaumer | Mathieu van der Poel | Nino Schurter            |
| 5.  | 15/07/2018 | Vallnord         | Gerhard Kerschbaumer | Nino Schurter        | Mathieu van der Poel | Nino Schurter            |
| 6.  | 12/08/2018 | Mont-Sainte-Anne | Mathias Flückiger    | Gerhard Kerschbaumer | Titouan Carod        | Nino Schurter            |
| 7.  | 26/08/2018 | La Bresse        | Nino Schurter        | Gerhard Kerschbaumer | Maxime Marotte       | Nino Schurter            |

### Vrouwen

#### Kalender en podia
| Nr. | Datum      | Locatie          | Eerste                 | Tweede                 | Derde                  | Leidster in het klassement |
| --- | ---------- | ---------------- | ---------------------- | ---------------------- | ---------------------- | -------------------------- |
| 1.  | 10/03/2018 | Stellenbosch     | Annika Langvad         | Pauline Ferrand-Prévot | Anne Tauber            | Annika Langvad             |
| 2.  | 20/05/2018 | Albstadt         | Jolanda Neff           | Jana Belomoina         | Anne Tauber            | Jolanda Neff               |
| 3.  | 27/05/2018 | Nové Město       | Annika Langvad         | Jolanda Neff           | Pauline Ferrand-Prévot | Jolanda Neff               |
| 4.  | 08/07/2018 | Val di Sole      | Maja Włoszczowska      | Emily Batty            | Jolanda Neff           | Jolanda Neff               |
| 5.  | 15/07/2018 | Vallnord         | Gunn-Rita Dahle Flesjå | Jolanda Neff           | Emily Batty            | Jolanda Neff               |
| 6.  | 12/08/2018 | Mont-Sainte-Anne | Jolanda Neff           | Annika Langvad         | Emily Batty            | Jolanda Neff               |
| 7.  | 26/08/2018 | La Bresse        | Jolanda Neff           | Emily Batty            | Annika Langvad         | Jolanda Neff               |

## Downhill

### Mannen

#### Kalender en podia
| Nr. | Datum      | Locatie          | Eerste         | Tweede           | Derde            | Leider in het klassement |
| --- | ---------- | ---------------- | -------------- | ---------------- | ---------------- | ------------------------ |
| 1.  | 22/04/2018 | Lošinj           | Aaron Gwin     | Luca Shaw        | Dean Lucas       | Aaron Gwin               |
| 2.  | 03/06/2018 | Fort William     | Amaury Pierron | Loris Vergier    | Troy Brosnan     | Aaron Gwin               |
| 3.  | 10/06/2018 | Leogang          | Amaury Pierron | Aaron Gwin       | Laurie Greenland | Amaury Pierron           |
| 4.  | 08/07/2018 | Val di Sole      | Amaury Pierron | Laurie Greenland | Danny Hart       | Amaury Pierron           |
| 5.  | 15/07/2018 | Vallnord         | Loris Vergier  | Amaury Pierron   | Brook MacDonald  | Amaury Pierron           |
| 6.  | 12/08/2018 | Mont-Sainte-Anne | Loïc Bruni     | Troy Brosnan     | Danny Hart       | Amaury Pierron           |
| 7.  | 26/08/2018 | La Bresse        | Martin Maes    | Gee Atherton     | Brook MacDonald  | Amaury Pierron           |

### Vrouwen

#### Kalender en podia
| Nr. | Datum      | Locatie          | Eerste          | Tweede          | Derde           | Leidster in het klassement |
| --- | ---------- | ---------------- | --------------- | --------------- | --------------- | -------------------------- |
| 1.  | 22/04/2018 | Lošinj           | Myriam Nicole   | Rachel Atherton | Tahnée Seagrave | Myriam Nicole              |
| 2.  | 03/06/2018 | Fort William     | Tahnée Seagrave | Myriam Nicole   | Rachel Atherton | Myriam Nicole              |
| 3.  | 10/06/2018 | Leogang          | Rachel Atherton | Myriam Nicole   | Tracey Hannah   | Myriam Nicole              |
| 4.  | 08/07/2018 | Val di Sole      | Tahnée Seagrave | Rachel Atherton | Monika Hrastnik | Rachel Atherton            |
| 5.  | 15/07/2018 | Vallnord         | Tahnée Seagrave | Rachel Atherton | Tracey Hannah   | Rachel Atherton            |
| 6.  | 12/08/2018 | Mont-Sainte-Anne | Rachel Atherton | Tahnée Seagrave | Tracey Hannah   | Rachel Atherton            |
| 7.  | 26/08/2018 | La Bresse        | Rachel Atherton | Tahnée Seagrave | Myriam Nicole   | Rachel Atherton            |

1991 · 
1992 · 
1993 · 
1994 · 
1995 · 
1996 · 
1997 · 
1998 · 
1999 · 
2000 · 
2001 · 
2002 · 
2003 · 
2004 · 
2005 · 
2006 · 
2007 · 
2008 · 
2009 · 
2010 · 
2011 · 
2012 · 
2013 · 
2014 · 
2015 · 
2016 · 
2017 · 
2018 · 
2019 · 
2020 · 
2021 · 
2022 · 
2023 · 
2024 · 
2025